# Мошенец, Елена Владимировна
Еле́на Влади́мировна Мошене́ц (укр. Олена Володимирівна Мошенець; род. 6 марта 1983, Киев) — украинская журналистка, общественный и политический деятель. Народный депутат Украины от партии «Слуга народа» (с 2019 года).

## Биография

### Образование
В 1997—2000 годах Елена Мошенец училась в Украинском гуманитарном лицее, по профильному направлению подготовки «экономика», который окончила с отличием. Первое высшее образование получила на экономическом факультете по специальности «Экономическая теория» Киевского национального университета имени Тараса Шевченко, который окончила с отличием в 2006 году, получив квалификацию магистра экономических наук. Второе высшее образование получила в Академии муниципального управления, где училась в 2002—2007 годах на юридическом факультете по специальности «Правоведение» и получила квалификацию юриста.
Третье высшее образование получила по специальности «Публичное управление и администрирование» Киевского национального университета имени Тараса Шевченко, который закончила с отличием в 2021 году, получив квалификацию магистра.
В 2020 году закончила обучение в Украинской школе законотворчества Института законодательства Верховной Рады Украины и получила свидетельства о повышении квалификации по темам «Актуальные проблемы законодательного процесса» и «Актуальные вопросы публичного управления и администрирования», а также сертификаты об окончании курсов по международному гуманитарному праву и тренинга «Инструменты диалога по построению эффективной коммуникации» в рамках реализации проектов ОБСЕ в Украине, сертификаты «Пробелы и коллизии в национальном законодательстве: способы их преодоления», «Основы законодательной лингвистики».
Также училась в Школе цифровой журналистики Киево-Могилянской академии и проходила стажировку в крупнейших издательствах США: The Washington Post, BuzzFeed, Thompson Reuters, National Geographic.

### Трудовая деятельность
Журналистскую деятельность Елена Мошенец начала в издательстве «Экономика» в 2006 году в деловом еженедельном издании «ИнвестГазета», где прошла путь от обозревателя до редактора отдела. Специализировалась на финансовых темах. В 2013 году стала лучшим журналистом Украины в номинации «Банки. Финансы. Инвестиции» по версии PRESSзвание.
В разное время работала на должностях шеф-редактора бизнес/медиа бюро ekonomika+, главного редактора рейтингового издания «Топ-100.Рейтинги крупнейших», заместителя главного редактора информационного портала delo.ua, руководителя спецпроектов газеты «Капитал», заместителя главного редактора журнала «Бизнес» издательства "Блиц-Информ".

### Политическая деятельность
На парламентских выборах 2019 года избрана народным депутатом по списку партии «Слуга народа» (№ 55 в списке). Член партии «Слуга Народа» с 10 ноября 2019 года. Заместитель председателя комитета по вопросам антикоррупционной политики в Верховной Раде Украины IX созыва (с 29 августа 2019). Член Исполнительного комитета Национальной парламентской группы в Межпарламентском Союзе.
Является заместителем члена Украинской части Парламентского комитета ассоциации Украина-ЕС, заместитель члена Постоянной делегации в Парламентской ассамблее Совета Европы, сопредседатель группы по межпарламентским связям с Княжеством Монако, заместитель сопредседателя группы по межпарламентским связям с Китайской Народной Республикой, секретарём группы по межпарламентским связям с Малайзией и Объединёнными Арабскими Эмиратами, членом групп по межпарламентским связям с США, Республикой Кипр, Великобританией.
В 2021 году присоединилась к женскому крылу партии «Слуга Народа» — движению «Зе!Жінки» — и стала менторкой Николаевской области от «Зе!Жінки». 

## Личная жизнь
Проживает в Киеве, замужем.